# Connie Sellecca
Connie Sellecca (Bronx, 25 de maio de 1955) é uma atriz americana que foi casada com o ator Gil Gerard. Seu principal papel reconhecido mundialmente é a Dra. Pamela Davidson do seriado de TV Super-Herói Americano, no qual era a namorada do herói.